# Aizpea Otaegi
Aizpea Otaegi Mitxelena (Rentería, Guipúzcoa, 18 de noviembre de 1974) es una consultora y política española. Licenciada en Sociología y Ciencias Políticas. Ha sido coordinadora principal en el Servicio de Asesoramiento de la Fundación Elhuyar hasta que en junio de 2019, fue elegida alcaldesa de Rentería.

## Elecciones disputadas
| Elecciones                     | Candidatura | Puesto | Resultado |
| ------------------------------ | ----------- | ------ | --------- |
| Elecciones municipales de 2019 | EH Bildu    | 1      | Electa    |
| Elecciones municipales de 2023 | EH Bildu    | 1      | Electa    |